# Final Fantasy Tactics: Original Soundtrack
Final Fantasy Tactics: Original Soundtrack è la colonna sonora del videogioco Final Fantasy Tactics: Original Soundtrack, prodotto da Square Co., Ltd. per PlayStation. L'album contiene le tracce musicali del gioco, composte da Hitoshi Sakimoto e Masaharu Iwata e arrangiate da Kenzi Nagashima. È stata pubblicata il 21 giugno del 1997 dalla DigiCube.

## Tracce

### Disco uno 75:13
1. Title Back (Bland Logo)
2. Backborn Story
3. P.R. Movie
4. Character Introductions
5. Character Making
6. Prologue Movie
7. Pray
8. Enemy Attack
9. Trisection
10. Commander in Training
11. Attack Team
12. Unavoidable Battle
13. Mission Complete
14. Hero's Theme
15. A Chapel
16. Algus
17. World Map
18. Shop
19. Warrior's Hideout
20. Fur, Meat, and Bones Store
21. Team Making
22. Brave Story
23. Pub
24. Data Screen
25. Desert Land
26. Alma's Theme
27. Cryptic Mood
28. Decisive Battle
29. Cry of Pain
30. Remnants
31. Anxiety
32. Tension 1
33. Game Over
34. Tutorial
35. Random Waltz
36. Ovelia's Theme
37. Apoplexy
38. Zalbag, the Holy Knight
39. Run Past Through the Plain
40. Invasion
41. Delita's Theme
42. Back Fire

### Disco tre 75:50
1. Memories
2. Dycedarg's Theme
3. Antipyretic
4. Holy Angel's Theme
5. Bloody Excrement
6. And I Ran Away
7. Espionage
8. Kourin
9. Ovelia's Worries
10. Under the Stars
11. Battle on the Bridge
12. Count's Anger
13. In Pursuit
14. Shock!! ~Failure
15. Holy Angel's Theme DELUXE
16. Cry of Pain!
17. Requiem
18. Terror 1
19. The Impure
20. Antidote
21. Thunder God Cid
22. Treasure
23. Night Atack
24. Terror 2
25. Ultema, the Nice Body
26. Ultema, the Perfect Body
27. Fanfare
28. Epilogue Movie
29. Staff Credits